# Esman (oblast de Soumy)
Esman (ukrainien : Есмань, russe : Эсмань) est une commune urbaine de l'oblast de Soumy, raïon de Chostka en Ukraine. Elle compte 1 328 habitants en 2021.
Le 19 mai 2016 elle adopte le nom d'Esman en remplacement de celui de Chernove.

## Lieux d'intérêt

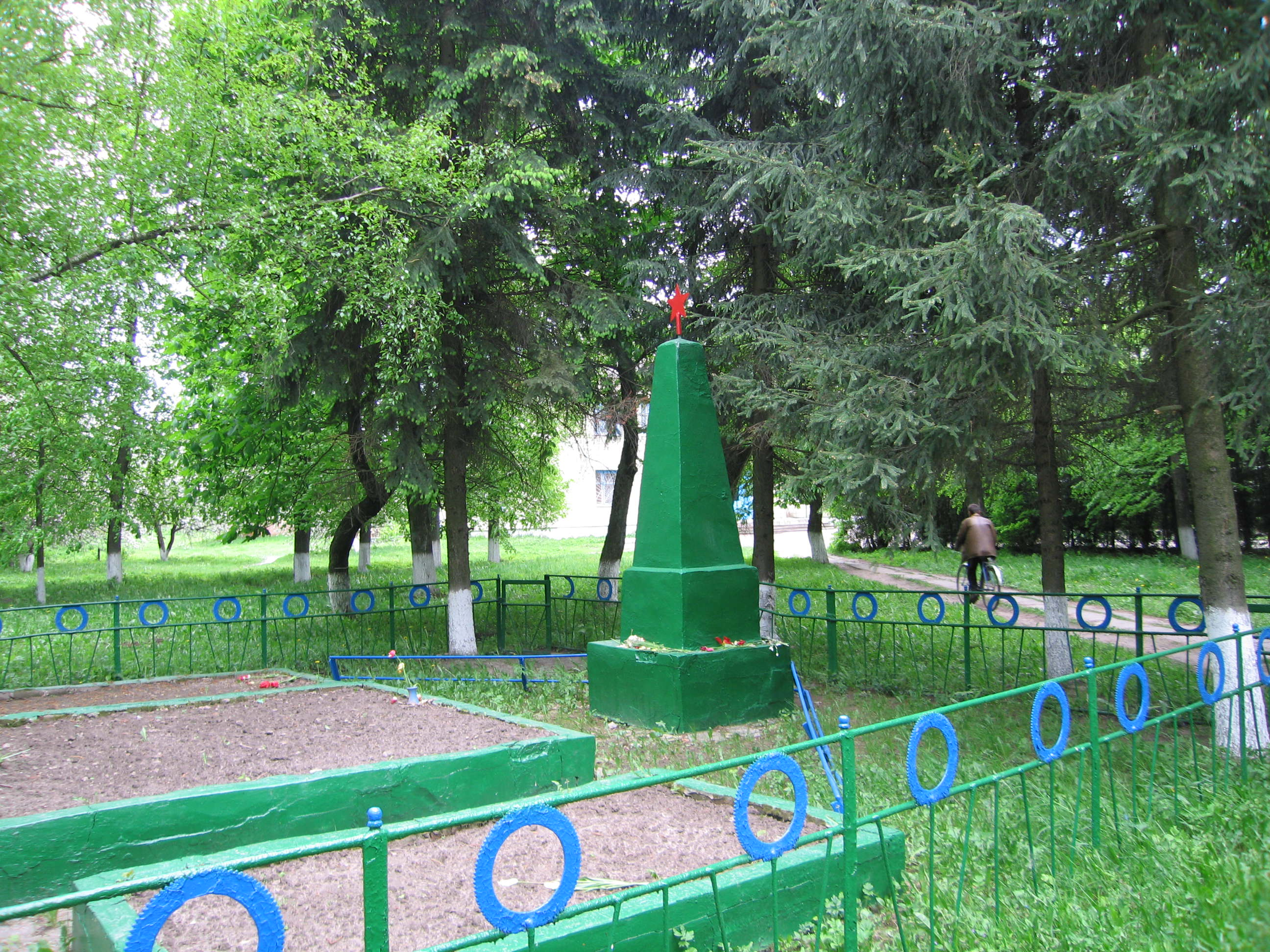
Monument aux morts classé
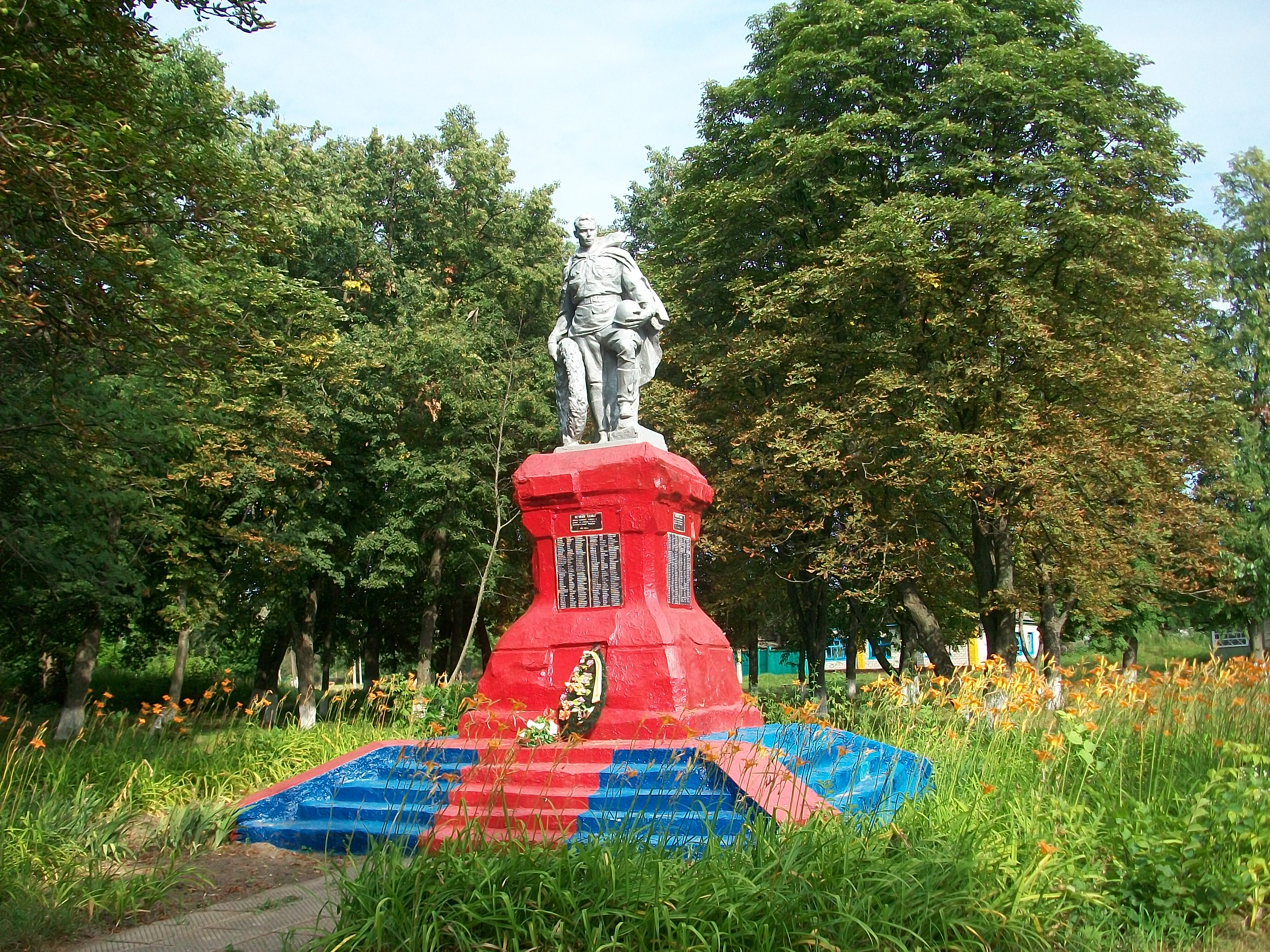
et aux soldats[3].